# Die Stunde des Verführers
Die Stunde des Verführers (Alternativtitel: Leading Man / Originaltitel: The Leading Man) ist ein britisches Filmdrama aus dem Jahr 1996. Regie führte John Duigan.

## Handlung
Der intrigante Hollywoodschauspieler Robin Grange möchte in England eine Theaterrolle ergattern. Dort trifft er auf den Autor des Stückes, Felix Webb. Dieser ist mit Elena verheiratet, hat jedoch eine Affäre mit der Theaterschauspielerin Hilary Rule. Elena ahnt, dass ihr Mann sie betrügt. An dieser Stelle tritt Robin Grange auf den Plan und schlägt Felix vor, eine Affäre mit Elena zu beginnen, um Felix’ schlechtes Gewissen zu erleichtern. Widerwillig stimmt Felix zu und Robin beginnt, sich Elena zu nähern.
Felix kommen Zweifel an der Richtigkeit der Idee. Erst recht, als Elena ihm gesteht, sich in Robin verliebt zu haben. Als Felix dann noch zufällig mitbekommt, wie Robin mit Hilary flirtet und versucht, sie zu verführen, wird er zunehmend eifersüchtig und misstrauisch gegenüber Hilary, woraufhin sich die beiden oft streiten.
Dem privaten und beruflichen Stress nicht gewachsen, beschließt er, Robin aus dem Weg zu räumen. Dies soll während der Premiere des Theaterstückes geschehen, wozu er die Requisiten-Pistole, mit der die Figur Robin Granges in der Schlussszene erschossen wird, gegen eine mit scharfer Munition geladene Waffe austauscht. Obwohl er sich im letzten Moment besinnt und Robin noch auf der Bühne warnen will, muss er zusehen, wie dieser erschossen wird, ist dann aber nicht weniger überrascht, als sich Robin mit dem Schlussapplaus erhebt und sich mit dem gesamten Ensemble feiern lässt. Wenig später lässt Robin erkennen, dass er die geplante Tötung durchschaut hat und erpresst Felix dreist vor den versammelten Premierengästen, indem er behauptet, Felix hätte ihm die Hauptrolle in dessen erstem Kinofilm versprochen. Bei der nächsten Oscar-Verleihung gewinnt Robin Grange den begehrten Preis. Hilary – nun offiziell mit Felix zusammen – verfolgt dies am Fernseher und versucht, Felix die Neuigkeit mitzuteilen. Dieser sitzt in seinem Arbeitszimmer an einem neuen Stück, nimmt das Ganze eher unaufgeregt zur Kenntnis und tippt weiter auf seiner Schreibmaschine.

## Hintergrund
In „The Leading Man“ ist Jon Bon Jovi in seiner ersten Hauptrolle zu sehen. Nicole Kidman hat einen kurzen Auftritt, der sie bei der Oscarverleihung zeigt. Für Regisseur John Duigan ist es ungewöhnlich, dass er das Schreiben des Drehbuches einer anderen überließ, hier allerdings handelt es sich um seine Schwester. Virginia Duigan ist hauptberuflich Romanautorin. Das Titellied „Forever Love“ von Gary Barlow OBE entstammt dessen Nummer-1-Debütalbum Open Road von 1996.

## Kritik
Lexikon des internationalen Films: „Kriminalistisch angehauchtes Theaterdrama, das als kunstvoll konstruiertes Verwirrspiel gefällt, sich mit Fragen nach der Wahrheit des (inszenierten) Scheins oder der Wirklichkeit von Fiktionen aber übernimmt.“
Die Deutsche Film- und Medienbewertung FBW in Wiesbaden verlieh dem Film das Prädikat besonders wertvoll.